# スメルド
スメルド（ロシア語: Смерд）とは、9世紀-16世紀のルーシの農民を指す言葉である。元来はキエフ・ルーシの『ルースカヤ・プラウダ』（ルーシ法典）に記述された人民のカテゴリであり、ホロープ(ru)（完全奴隷）とは異なる自由農民であったが、封地制の発達により徐々に農奴化していった。
スメルドという言葉の初出は、『ノヴゴロド第一年代記』（編纂は15世紀）の1016年の記述である。ソビエト連邦の歴史学者のB.D.グレコフ(ru)の説では、スメルドは11世紀から14世紀の村のコミュニティの構成員であり、クニャージ（公）に直接従属する農民であるとされた。この説は長く承認されてきたが、しかし、『ルースカヤ・プラウダ』ではキエフ・ルーシ期の農村のコミュニティはヴェルヴィ(ru)（ロシア語: Вервь）と呼ばれ、また、その農村のコミュニティの構成員はリュージ（ロシア語: люди）と呼ばれている。
『ルースカヤ・プラウダ』に基づき、死後相続者のいないスメルドの財産は公が接収した。一方、この時期の死後相続者のいない自由民の財産は、おそらく、コミュニティの構成員によって分配されていた。また、スメルドを殺害した罪に対するヴィーラ（罰金）は一律5グリヴナであり、隷属民であるホロープを殺害した場合と同額だった。一方、リュージの命は40グリヴナのヴィーラによって保護されていた。これは自由民の殺害に対する罰金の標準額であった。
ノヴゴロド公国（ノヴゴロド共和国）のスメルドは国家に従属していた。このスメルドは自分の土地を有し、農場を経営していたが、公に対し租税を納め、労働義務を果たさなければならなかった。公はスメルドに教会を与えること、移住させることができた。また、従来の農民とは異なり、ヴェシ(ru)ではなくセロで生活していた。 
スメルドは兵役を務め、その部隊はラトニク(ru)と呼ばれた。ただしA.E.プレスニャコフ(ru)によれば、騎兵のために馬を提供し、兵役ではなく個人参加で歩兵部隊に加わったとされる。また、B.A.ルィバコフ(ru)の説では、個人参加で騎兵部隊に加わったとしている。
より後世には、スメルドという用語は、国の主要な人口層であり、もっとも低い社会層である、いわゆる農民のすべてを指す言葉に意義が拡大した。15世紀にはスメルドは農民層を指す言葉に変わっていたが、さらに16世紀-17世紀には、ツァーリに所属し、正採用の軍務にある人々を指していた。また、ツァーリが人民に対してスメルドという言葉を用いていた。その後、スメルドとは、地主や政権の座にある人々が用いる、農奴制の農民、平民、高貴な身分ではない人々を指す侮蔑的なニュアンスの言葉として使用された。なお、現代ロシア語にはスメルドから派生した、異臭を放つという意味の言葉（ロシア語: смердеть:スミルデーティ）がある 。